# Rue Oliva
La rue Oliva est une rue de Pontevedra (Espagne) située au centre-ville, en bordure de la vieille ville. C'est l'une des principales rues de Pontevedra et l'une des plus commerçantes,.

## Origine du nom
La rue est appelée rue Oliva en raison de la présence d'un olivier sur les lieux à l'origine de la rue,.

## Histoire
Après avoir été désignée capitale provinciale en 1833, Pontevedra a amélioré au milieu du XIXe siècle ses liaisons routières avec les autres villes de Galice. Entre 1847 et 1851 ont été aménagées la rue Oliva et l'actuelle rue Rosalía de Castro, dont le prolongement sous forme de route a permis de relier la ville à Marín en passant par Mollavao,.
Le projet de 1854 comprenait déjà le nom traditionnel de rue Oliva. Les commerçants ne tardèrent pas à s'installer dans la rue et la rue Oliva devint rapidement une rue commerçante. Quelques années après son ouverture dans la rue Michelena en 1856, la célèbre bijouterie et horlogerie Suárez s'installe en 1861 à l'angle de la rue Oliva et de la place de la Peregrina.
Le 25 juillet 1888, la rue Oliva est devenue la première rue de Galice (avec la rue Michelena voisine) à disposer d'un éclairage public, grâce à l'installation d'arcs électriques et de lampes à incandescence. Ce premier réseau électrique galicien est l'œuvre du marquis de Riestra, qui a construit sur la place de la Verdura la première usine électrique du nord-ouest de la Péninsule Ibérique et qui avait obtenu en 1887 un brevet pour un procédé de réglage des dynamos.
Entre 1889 et 1890, l'écrivaine Concepción Arenal a vécu au premier étage du numéro 27 de la rue Oliva, où elle organisait une réunion d'intellectuels,.
En 1895, la rue s'appelait Elduayen et son tracé allait de la place de la Peregrina à Mollavao. En 1901, la rue a retrouvé son nom traditionnel d'Oliva.
Dans les premières décennies du XXe siècle, la rue comptait des imprimeurs, des librairies et des magasins de jouets réputés : la librairie Francisco Viñas au numéro 6, la librairie et l'imprimerie Julio Antúnez à côté de la précédente, et le Bazar Melero au numéro 13,.
En 1915, la construction du nouveau bâtiment de la poste centrale, situé dans la rue Oliva, a démarré et s'est achevée en 1929,.
En 1927, lorsque le roi Alphonse XIII et la reine Victoire-Eugénie ont visité Pontevedra, la rue Oliva était déjà une artère centrale de la ville.
Dans les années 1940, la rue est devenue le principal lieu de promenade de la jeunesse de Pontevedra. Dans les années 1950, la rue a connu un développement commercial notable et a présenté une image urbaine distincte.
En 1961, le premier tronçon des Galerías comerciales de la rue Oliva a été inauguré et en 1965, un deuxième tronçon des Galerías a été ouvert, reliant la rue Oliva à la rue Général Gutiérrez Mellado,. Ces galeries commerciales, conçues par l'architecte Enrique Barreiro pour réunir les différents commerçants, moderniser et revitaliser le commerce, ont eu une grande importance à l'époque.
En 1981, la rue Oliva a fait l'objet de sa rénovation la plus complète et, le 23 décembre, elle est devenue la première rue piétonne du centre-ville.
En 2001, la partie piétonne de la rue a été à nouveau rénovée et en 2002, un olivier comme celui qui a donné son nom à la rue a été placé devant le bâtiment de la poste centrale.
En 2018, avec l'ouverture d'un supermarché Gadis de 1700 mètres carrés au numéro 27 de la rue où a vécu Concepción Arenal, la façade traditionnelle du bâtiment a été récupérée.

## Description
Il s'agit d'une rue située au cœur du centre-ville, dont le tracé rectiligne de 175 mètres est essentiellement plat. Sa largeur moyenne est de 8 mètres.
Il s'agit d'une rue centrale de la première expansion urbaine de la ville, piétonne entre la place de la Peregrina, à la lisière du centre historique de Pontevedra, et la rue García Camba, avec une seule voie de circulation et deux trottoirs de la rue García Camba à la place Saint-Joseph.
Plusieurs rues convergent dans son tracé, du nord au sud : Galerías de la Oliva, García Camba et Marquis de Riestra. C'est l'une des principales rues du centre-ville où l'on trouve de nombreux magasins.

## Bâtiments remarquables
L'une des extrémités de la rue Oliva coïncide avec la place Saint-Joseph et, à l'angle entre la place et la rue, se trouvent les vestiges du pazo baroque des familles Gago de Mendoza et Montenegro, qui compte actuellement deux étages. Ses créneaux pointus se distinguent dans la partie supérieure, décorés au centre d'étoiles à six branches inscrites dans un cercle.
Au milieu de la rue Oliva, à l'angle de la rue García Camba, se trouve l'édifice central de la poste de la ville, siège de la poste de la province de Pontevedra. Le bâtiment appartient au style art nouveau qui prévalait dans les premières années du XXe siècle. L'entrée principale se présente sous la forme d'un angle chanfreiné avec des arcs reposant sur des colonnes classiques et des escaliers en pierre menant à un hall d'entrée surélevé. Elle est décorée de motifs géométriques en pierre sur la façade, en particulier au niveau supérieur, avec des lucarnes et des fenêtres géométriques à chaque niveau. Le niveau supérieur, au-dessus de l'entrée principale, est couronné par les armoiries en pierre de la ville. À l'intérieur, le bâtiment s'articule autour d'un espace central au-dessus d'un hall public, et l'utilisation de matériaux tels que le verre, le bois et le plâtre, ainsi que la voûte en verre coloré, sont particulièrement remarquables.
Dans la rue, on trouve plusieurs maisons en pierre de la fin du XIXe siècle, comme celle du numéro 33, avec un rez-de-chaussée à usage commercial et un ou deux étages à usage d'habitation, le premier avec des balcons et le second avec des galeries, un schéma qui s'est répété au XIXe siècle dans les rues de la première zone d'expansion urbaine de la ville.
Au numéro 30 de la rue Oliva, à l'angle de la rue Marqués de Riestra, se trouve un bâtiment rationaliste de l'architecte Emilio Salgado Urtiaga.

## Galerie

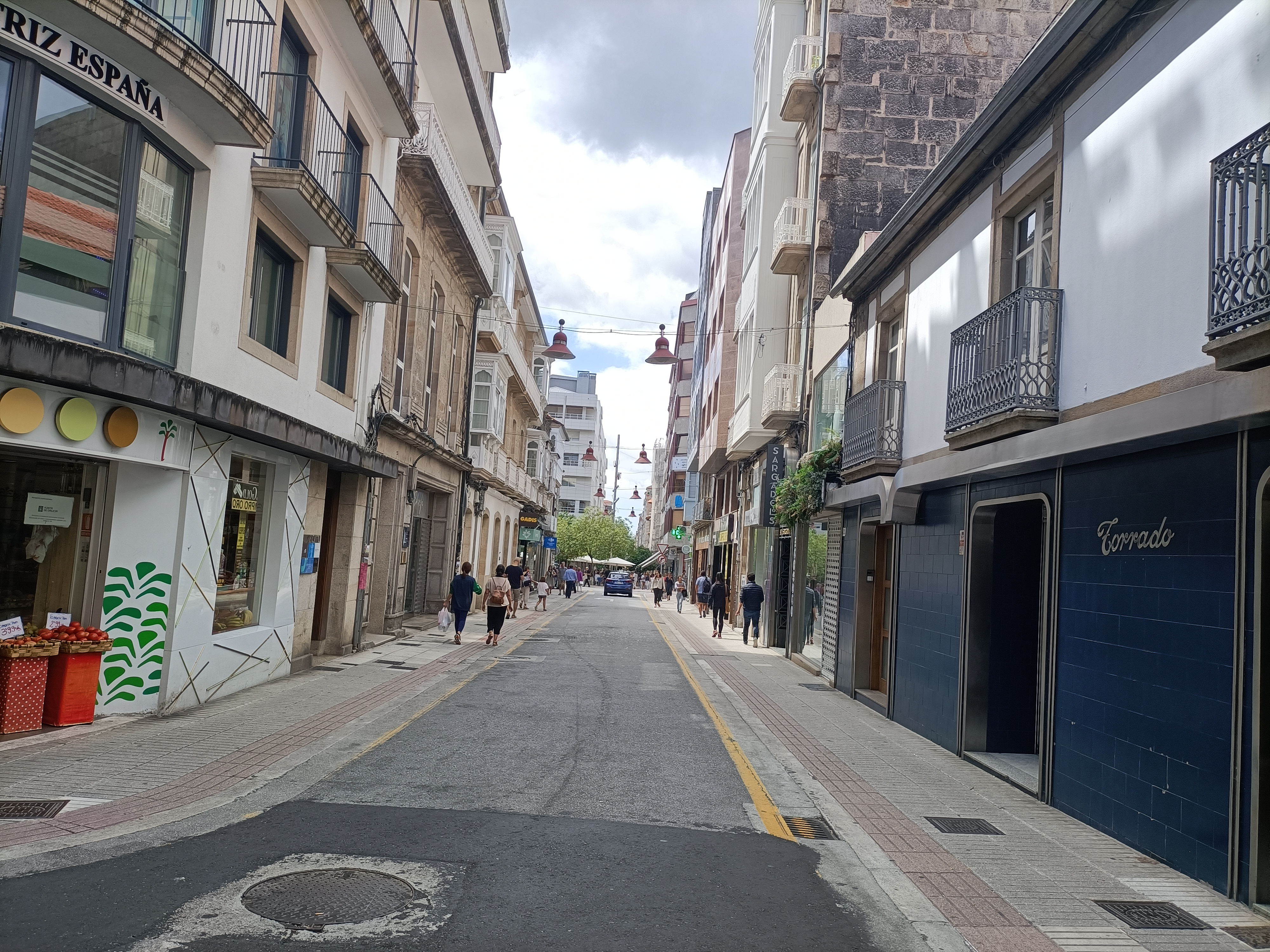
Rue Oliva en 2023
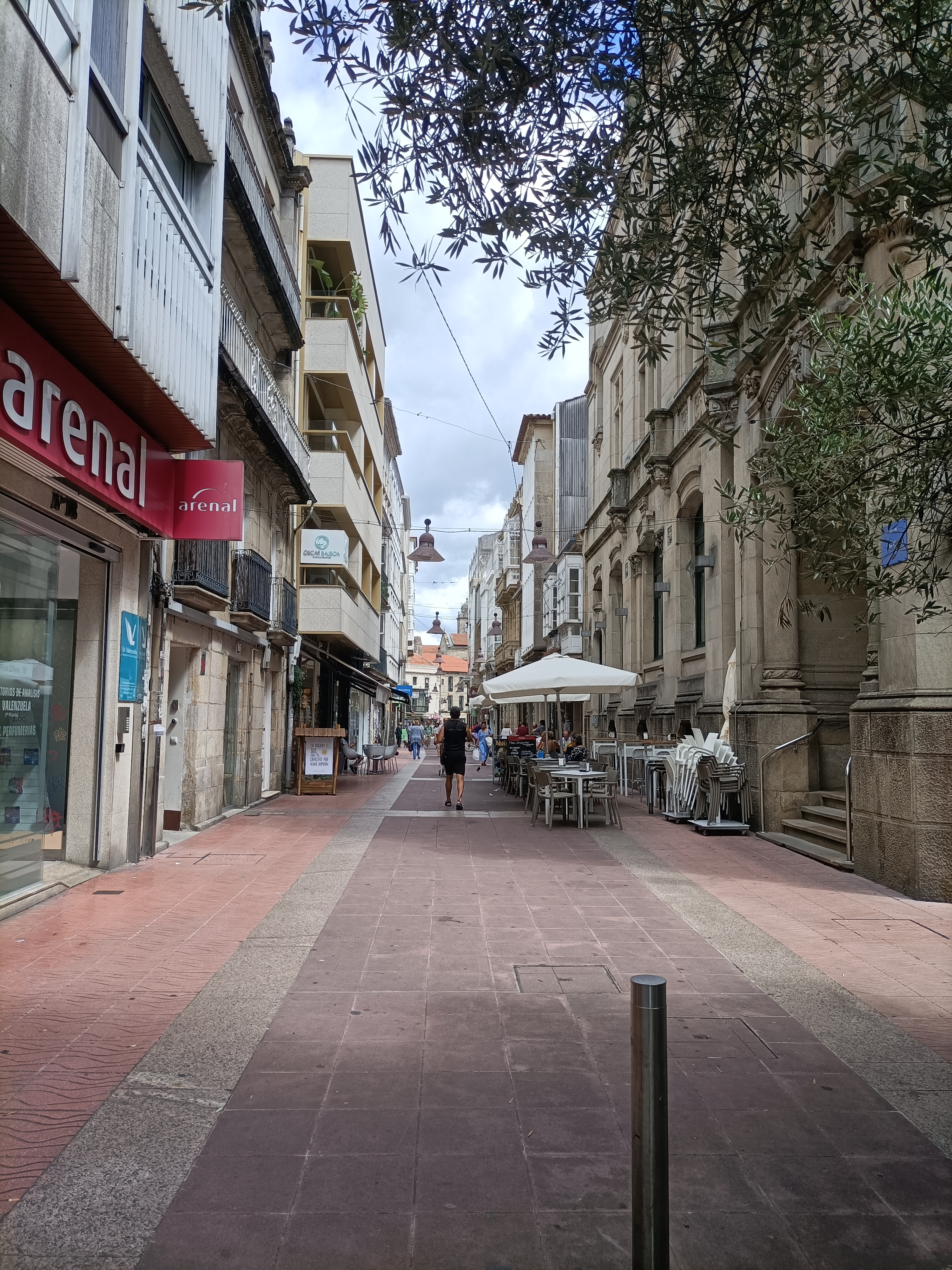
Section piétonne de la rue Oliva
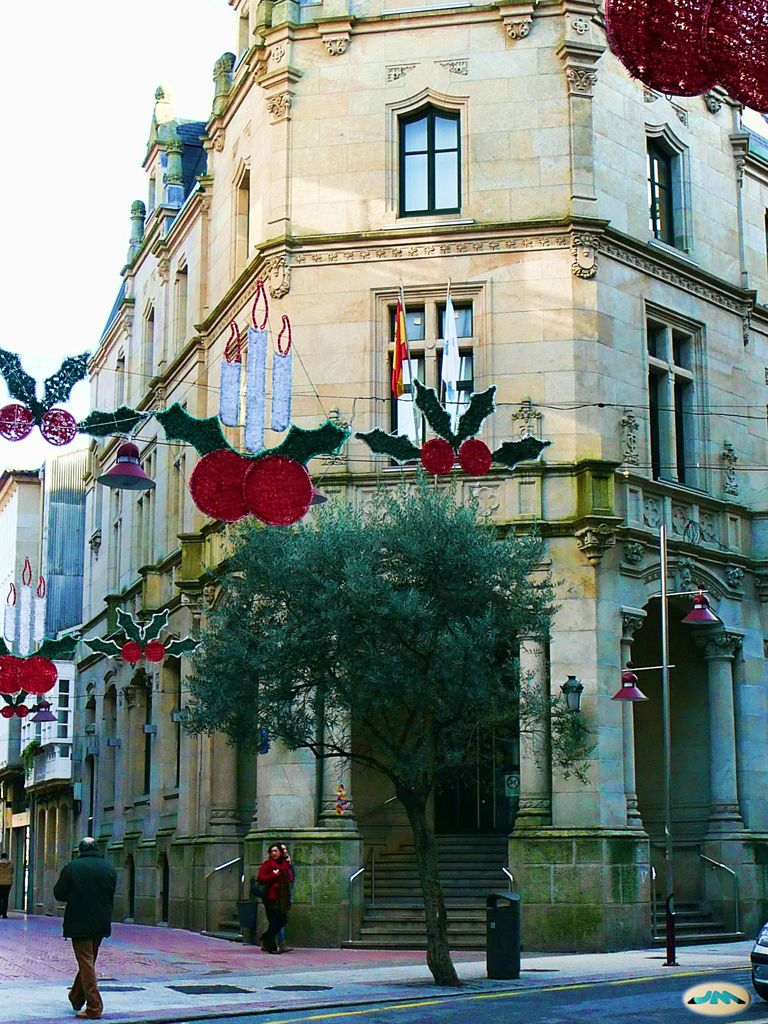
Olivier dans la rue Oliva.
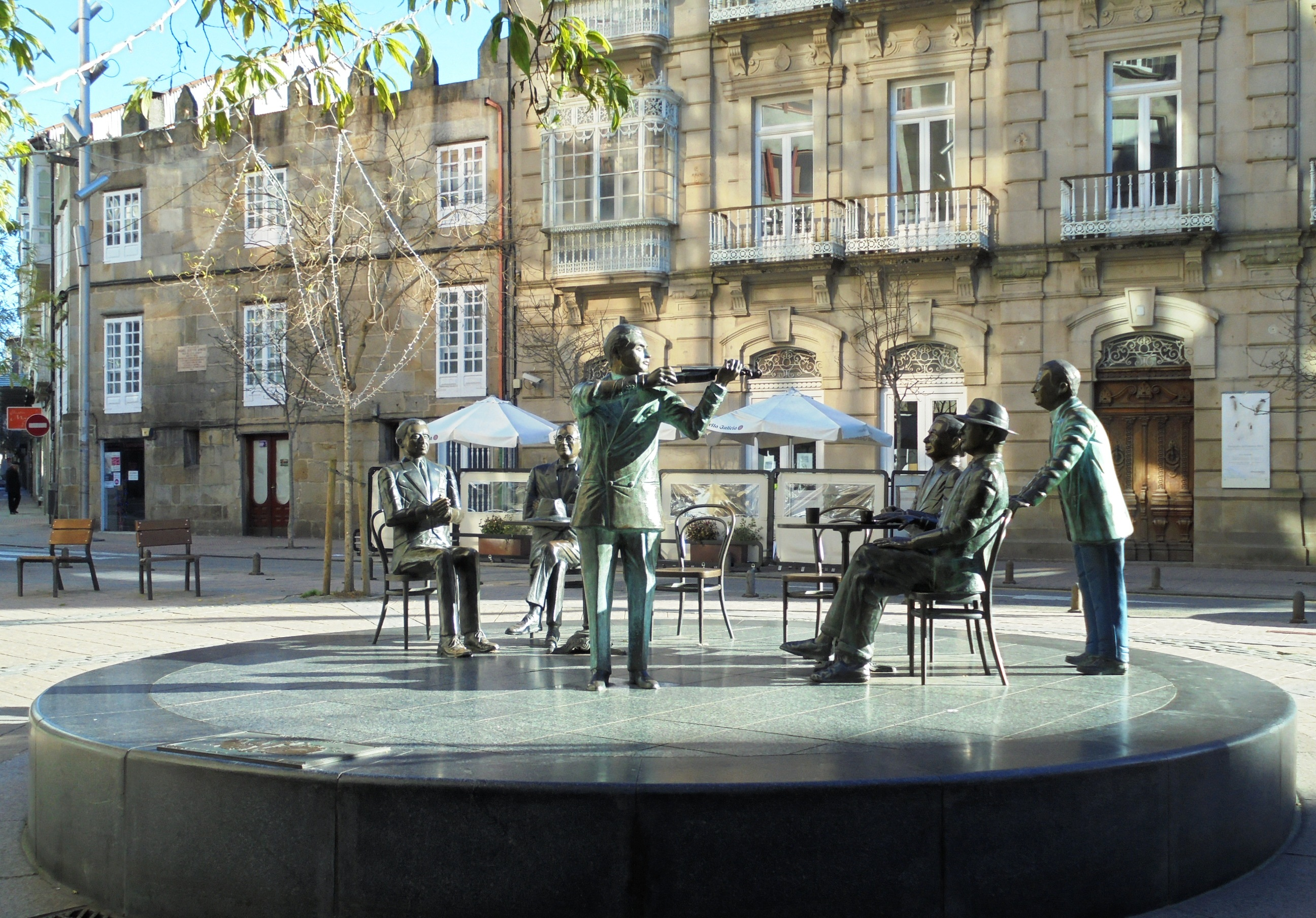
Vestiges du pazo crénelé de la famille Gago de Mendoza à l'arrière-plan, à gauche, à l'angle de la rue Oliva.
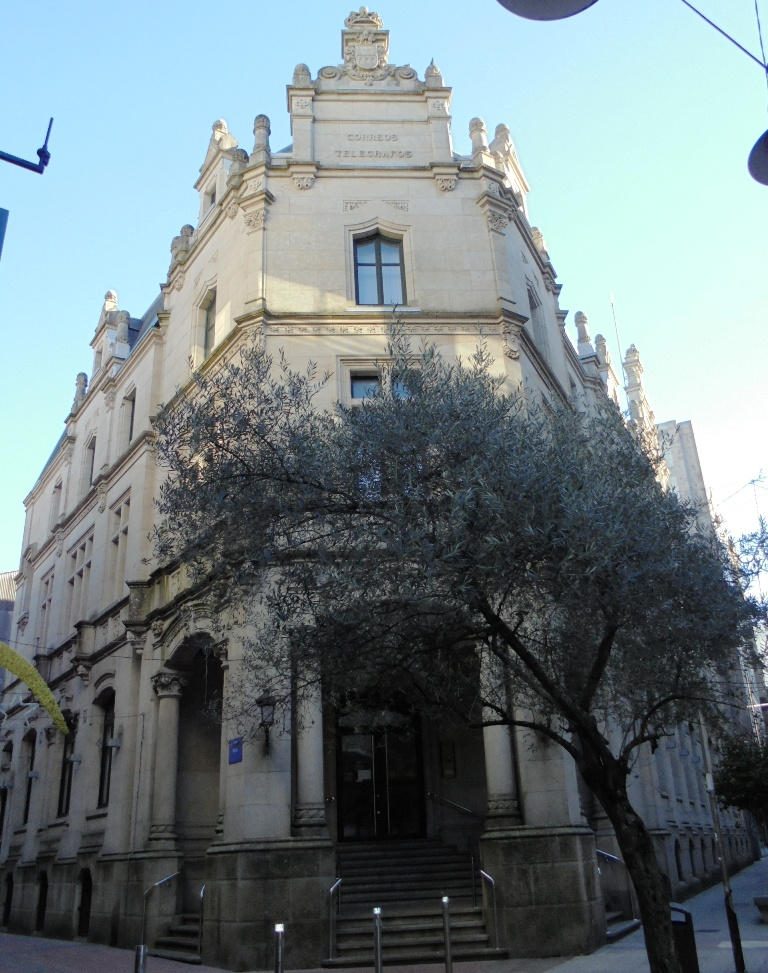
Poste centrale dans la rue avec l'olivier devant l'édifice.